# Michigan City (Dakota Północna)
Michigan City – miasto w Stanach Zjednoczonych, w stanie Dakota Północna, w hrabstwie Nelson.